# Ратуша Брюгге
Ратуша Брюгге (нід. Stadhuis) — визначна історична будівля та адміністративний центр міста Брюгге, що у провінції Західна Фландрія, Бельгія. Зведена у монументальному стилі пізньої готики між 1376 та 1421 роками, вона є однією з найстаріших ратуш у колишніх Бургундських Нідерландах. Розташована на площі Бург — території колишнього укріпленого замку в центрі Брюгге.

## Історія

### Рання історія
Після пожежі в міській дзвіниці в 1280 році старий Гізельгуус, який уже вийшов з ужитку як в'язниця графа Фландрського, все ще слугував місцем засідань міської ради. У 1376 році Гізельгуус було знесено й на його місці звели нову спеціальну будівлю ради. Перший камінь заклав Граф Людовик. Відповідальним за будівництво був Ян Роджерс, і проєкт було завершено наприкінці 1421 року. Ратуша є найдавнішою муніципальною будівлею в ститлі пізньої готики монументального типу у Фландрії чи Брабанті: ї пишна архітектура свідчить про економічну та політичну міць міста в той період, коли населення Брюгге, як вважають, досягало понад 37 000 або навіть 45 000 осіб.
Новаторський кам'яний фасад найстарішої частини будівлі, який протягом XVI та XVII століть кілька разів розширювали на південь, та який надихнув ратуші Брюсселя, Гента, Левена та Ауденарде. Шанувальники будівлі відзначають ефект так званого «Брюггського прольоту», маючи на увазі велику кількість повторюваних систематично розташованих ніш, що охоплюють вікна, хоча достеменно невідомо, чи саме в Брюгге було винайдено цей архітектурний прийом.
Статуї під кам'яними балдахінами на фасаді будівлі неодноразово оновлювалися. Під час Французької революції всі статуї були знищені. Невелика кількість оригінальних скульптур нині входить до колекцій міського музею. Фасад з зубчастими виступами завершується маленькими башточками, а дах прикрашений власними гребенями та вікнами мансард. У 1766 році двері з лівого боку фасаду будівлі були переміщенні, для створення більш симетричного вигляду будівлі.

### Подальша реставрація
Між 1895 і 1905 роками видатний місцевий архітектор Луї Деласенсері та неоготичний архітектор Жан-Батист Бетюн розпочали реставрацію інтер'єру. Мала та велика палати ради були замінені однією «Готичною залою». Багате оздоблення цієї кімнати тепер могло скласти конкуренцію вишуканому зовнішньому фасаду. Вражаючу двосхилу дерев'яну стелю було відреставровано та розширено, щоб охопити всю площу, тоді як склепіння над двома східними залами датується лише XIX століттям. Медальйони на боссах показують сцени з Нового Заповіту, пророків, євангелістів та святих. Оздоблення консольних балок, що підтримують дах, відображає природні та сезонні теми. На настінних розписах, які намальовані Альбрехтом де Вріндтом, зображені сцени з історії Брюгге. Як і монументальні мантії, це неоготичні удосконалення XIX століття. Кам'яне сховище 1766 року, яке покривало нижній рівень, було замінено квазіісторичною дерев'яною конструкцією, що підтримується чотирма колонами, які ділять приміщення на дві половини.

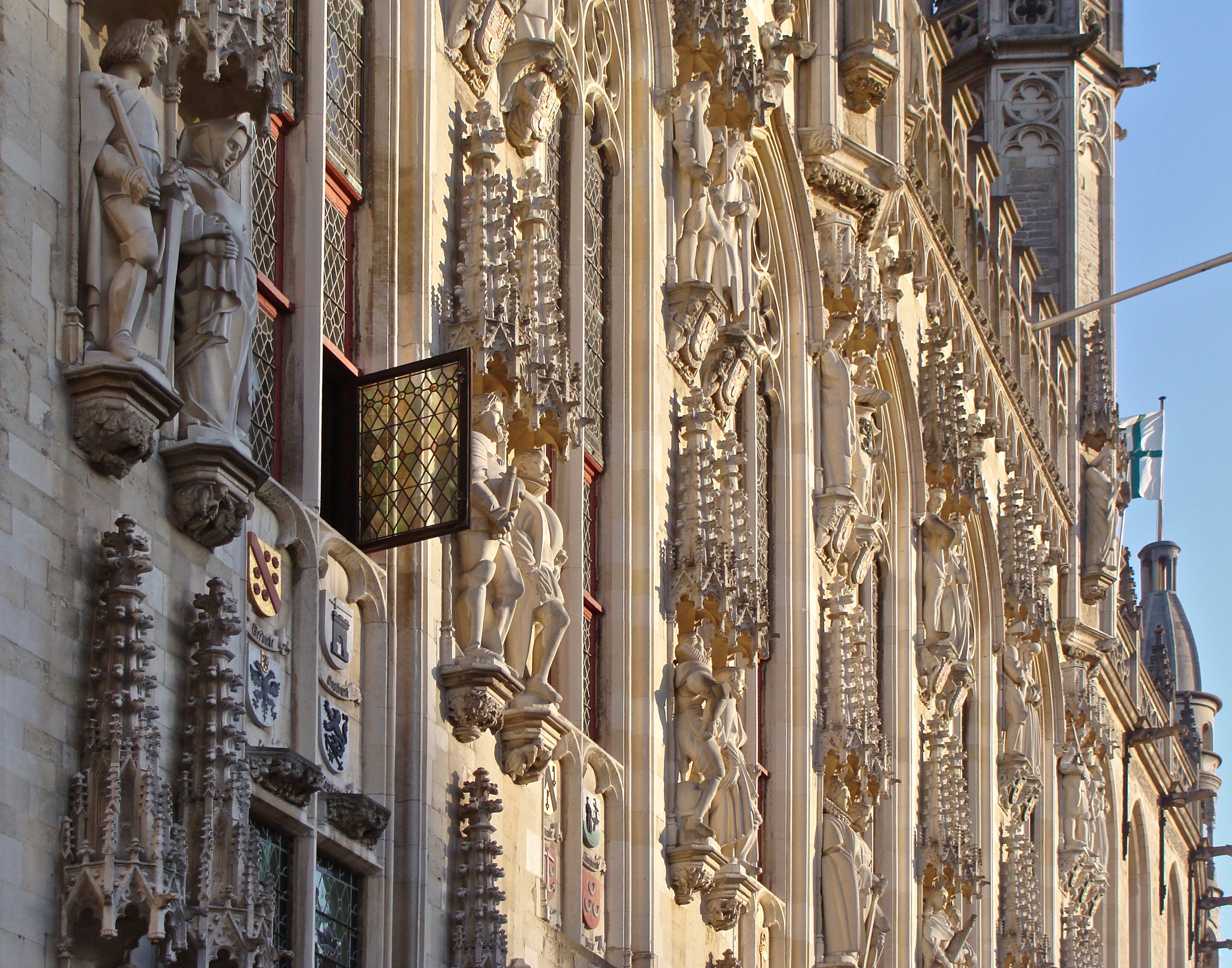
Деталь фасаду
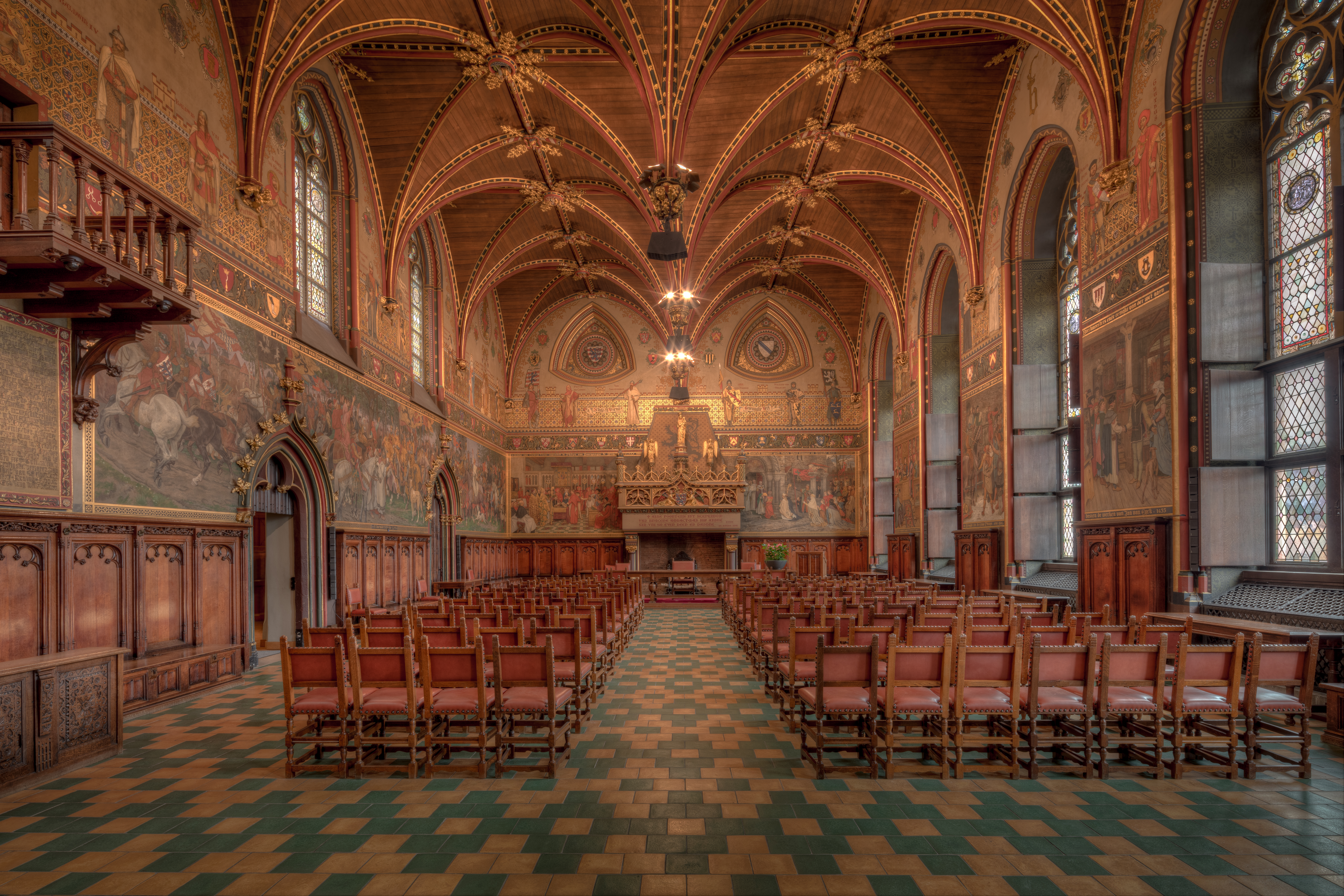
Інтер'єр
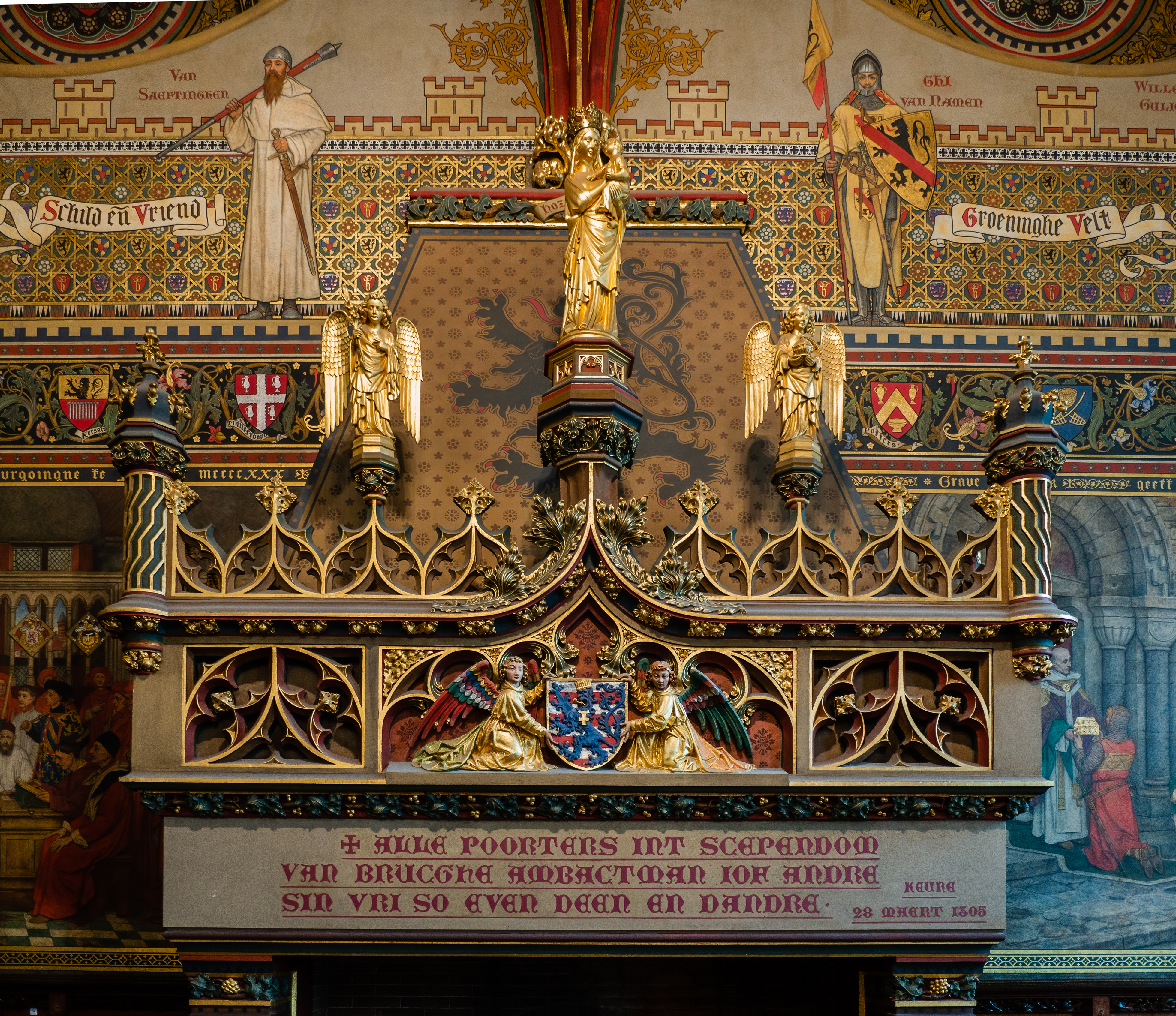
Камінна полиця